# Brotonne híd
A Brotonne híd (franciául: Pont de Brotonne) egy franciaországi híd, amely a Szajna két partja között teremt összeköttetést. Az 1977-ben átadott híd volt a Szajna torkolatvidékének második magashídja és Franciaország első feszített vasbeton útpályás ferdekábeles magashídja.

## Története
A Szajna hosszan elnyúló torkolata mellé Franciaország forgalmas kikötői települtek ezért a folyó Rouen és Le Havre közötti szakaszán csak a második világháború után kezdtek hidak építésébe. A gyorsan növekvő forgalom hamarosan meghaladta a folyam alsóbb szakaszán az 1960-as években felépített Tancarville híd áteresztőképességét, ezért a francia kormány 1973-ban újabb átkelőhely megépítése mellett döntött. Az új híd feladata volt az is, hogy a tehermentesítse a túlterhelt tancarvillei és roueni átkelőhelyeket. A munkálatok 1975-ben kezdődtek, az átkelőhelyet a Da Vinci nevű francia építőipari vállalat építette. A hidat 1977. július 9-én adták át a forgalomnak. A létesítmény a Pont de Brotonne nevet kapta, amely a tőle délre elterülő Brotonne-erdőre utal.
A Brotonne híd formálisan nem az országos főút-hálózat egyik eleme, mindössze a D490-es megyei jelentőségű főút részeként működik. Az átadás után sokáig hídvámot kellett fizetni az utazóknak, amelyet a déli parton felépített fizetőkapuknál lehetett leróni. 2006 óta az átkelőhely ingyenesen használható. A híd érdekessége, hogy méreteiben és megoldásaiban igen hasonlít a floridai Skyway Bridgehez, amelyet szintén Jean Muller tervezett.

## Műszaki leírása
A híd teljes hossza 1278 méter. A ferdekábeles megoldású főnyíláson kívül vasbeton szerkezetű gerendahíd, amely rámpaként emelkedik fel egyre magasabbra. A gerendahidak egyenként 58,8 méteres távolságokat hidalnak át. A ferdekábeles főhíd teljes hossza 607 méter, a két pilon között található főnyílás ebből 320 métert tesz ki. A pilonok magassága 125 méter, 72,2 méterrel magasodnak az útpályák szintje fölé. A pilonok az útpályák közepén emelkednek, a hozzájuk rögzített 21 pár acélkábel (összesen 84) rögzíti az útpályát. Az útpályát viselő szekrényes vasbetonszerkezet szélessége az útpálya szintjén 19,2, alul azonban csak 8 méter. Az útpályák a Szajna átlagos vízszintje fölött 50 méternyivel futnak, ez a magasság lehetővé teszi a folyón közlekedő nagy felépítményű tengerjáró hajók áthaladását is.

## Fordítás
- Ez a szócikk részben vagy egészben a Pont de Brotonne című francia Wikipédia-szócikk ezen változatának fordításán alapul.  Az eredeti cikk szerkesztőit annak laptörténete sorolja fel. Ez a jelzés csupán a megfogalmazás eredetét és a szerzői jogokat jelzi, nem szolgál a cikkben szereplő információk forrásmegjelöléseként.
- Ez a szócikk részben vagy egészben a Brotonne-Brücke című német Wikipédia-szócikk ezen változatának fordításán alapul.  Az eredeti cikk szerkesztőit annak laptörténete sorolja fel. Ez a jelzés csupán a megfogalmazás eredetét és a szerzői jogokat jelzi, nem szolgál a cikkben szereplő információk forrásmegjelöléseként.

## Külső hivatkozások
- Structurae (németül)
- Francia Köztársaság kormányának honlapja (franciául)